# Tripogandra warmingiana
Tripogandra warmingiana là một loài thực vật có hoa trong họ Commelinaceae. Loài này được (Seub.) Handlos miêu tả khoa học đầu tiên năm 1975.